# Momordica dioica
Momordica dioica là một loài thực vật có hoa trong họ Cucurbitaceae. Loài này được Roxb. ex Willd. mô tả khoa học đầu tiên năm 1805.

## Hình ảnh

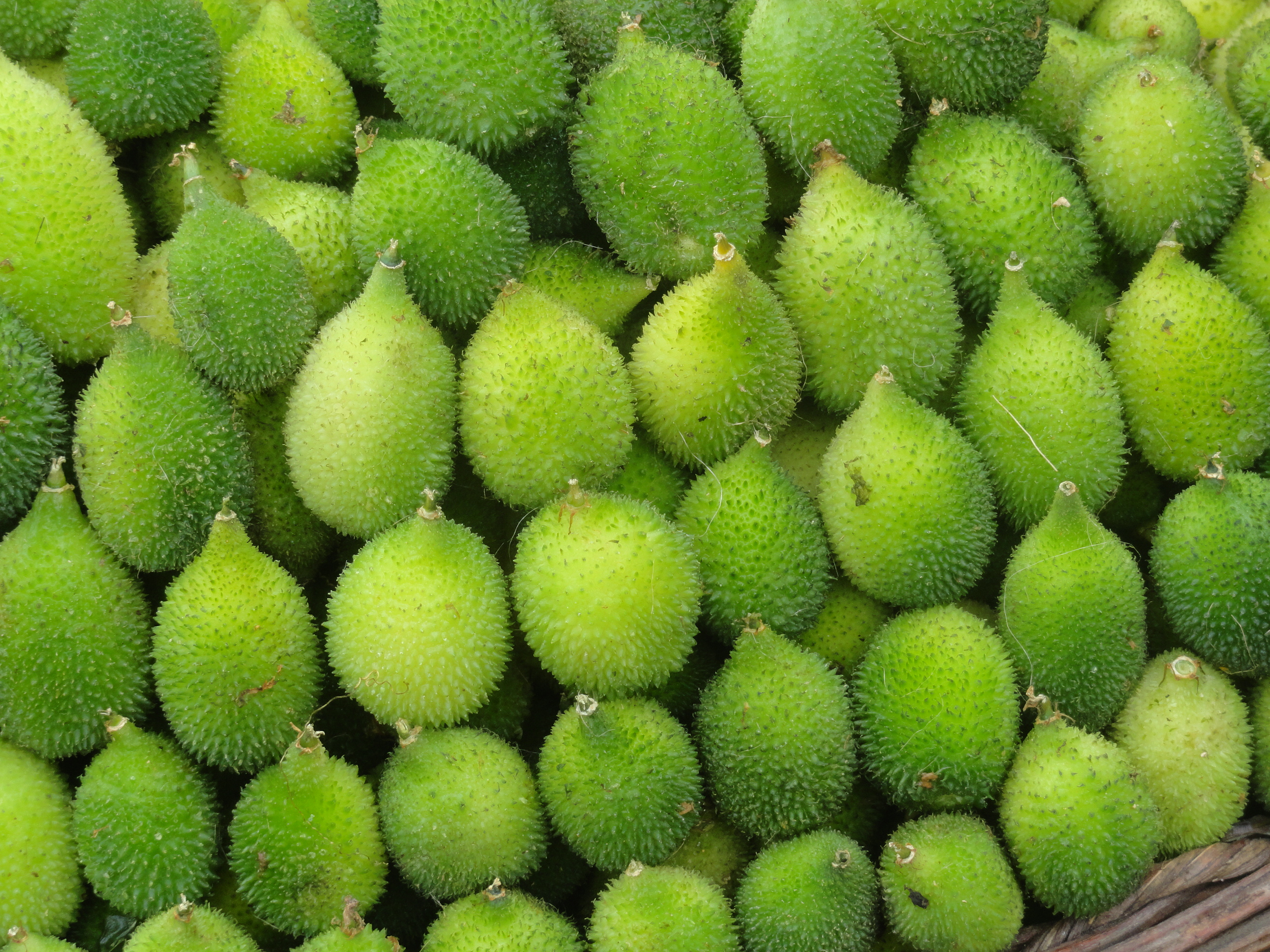
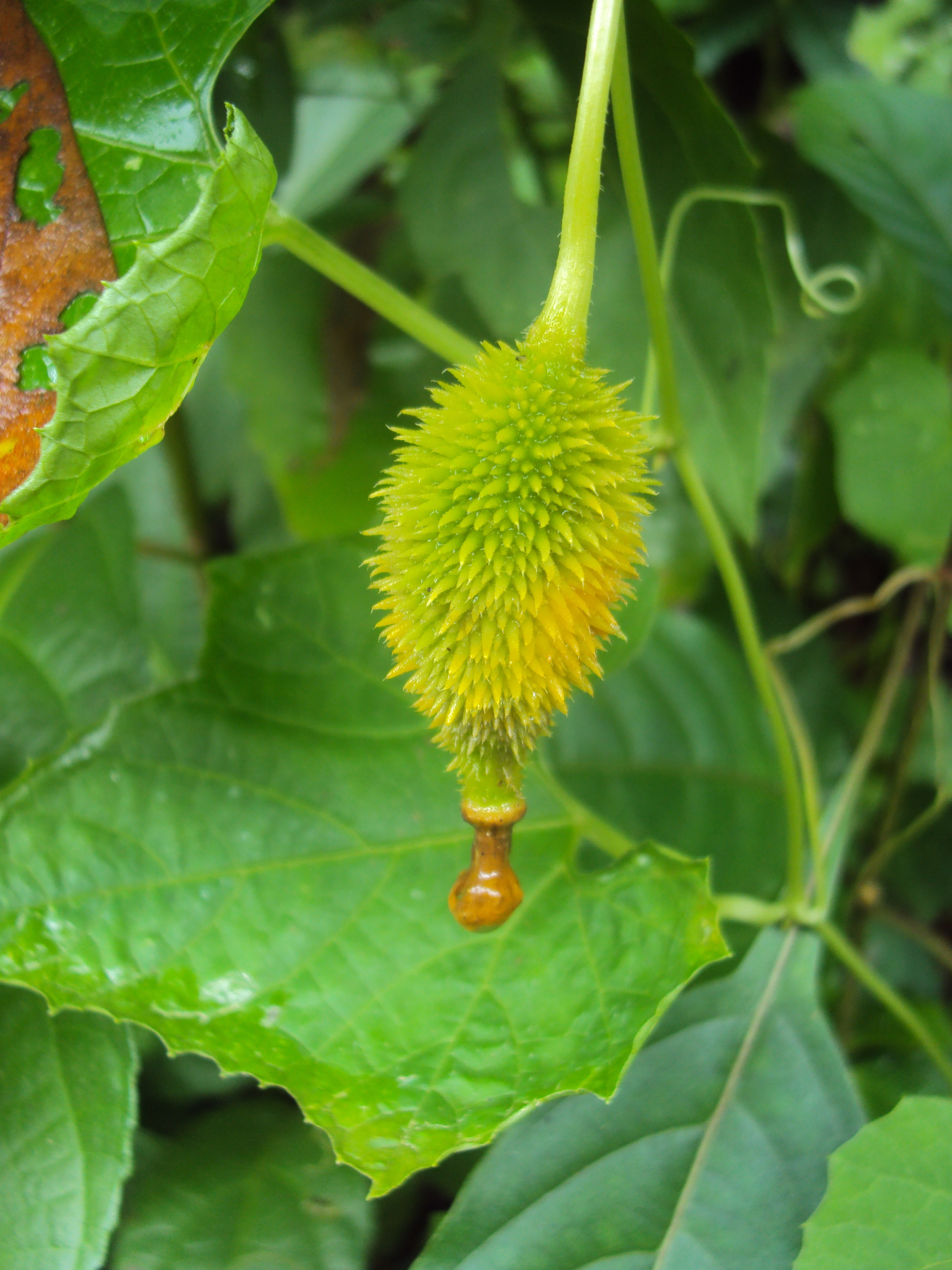
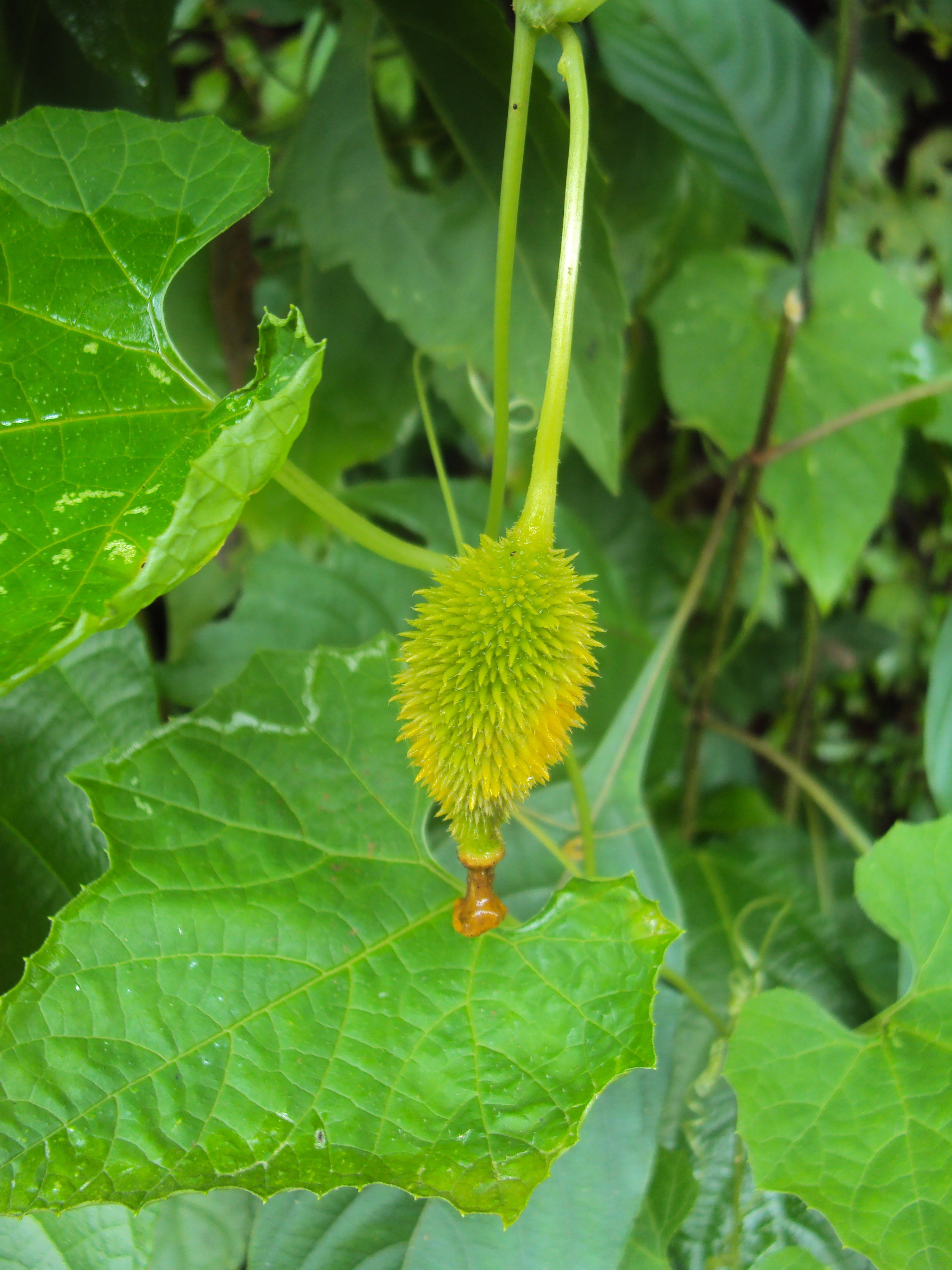
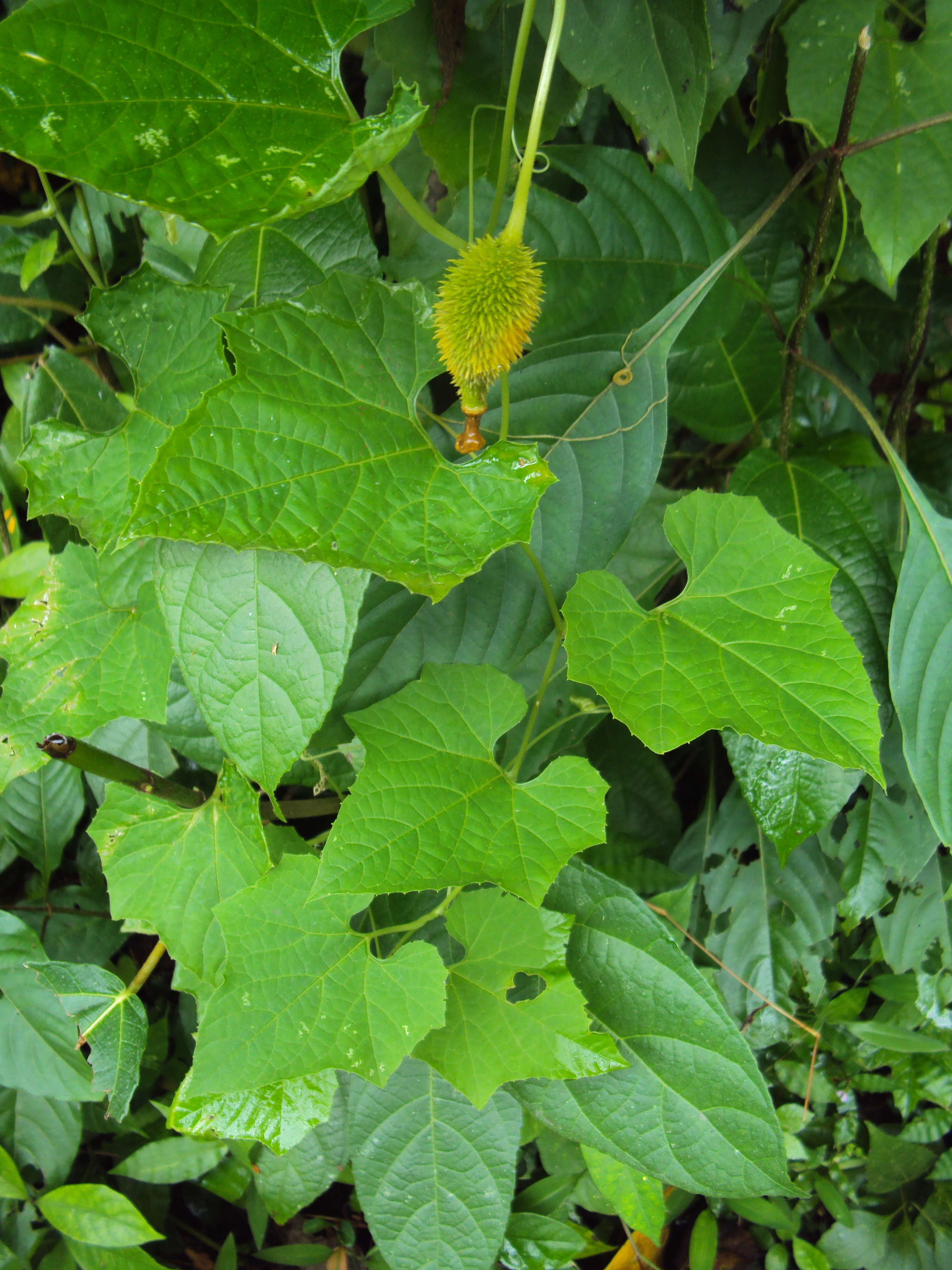